# Robert Thaler
Robert Thaler (ur. 15 października 1950) – amerykański aktor telewizyjny, najlepiej znany jako Michael ‘Pearl’ Bradford z opery mydlanej NBC Santa Barbara.

## Wybrana filmografia
- 1982: Renegaci (The Renegades) jako tancerz
- 1983: Remington Steele jako Langston Drewes
- 1984: V jako Ensign Daniel
- 1985: Posterunek przy Hill Street (Hill Street Blues) jako Ensign Daniel
- 1985: Hardcastle i McCormick (Hardcastle and McCormick)
- 1985-1988: Santa Barbara jako Michael ‘Pearl’ Bradford
- 1986: T.J. Hooker jako Doug Richards